# إلينا فورتون
إنكارناسيون اراجونيس اوركويجو (بالإسبانية: Elena Fortún) (17 نوفمبر 1886 في مدريد - 8 مايو 1952 في مدريد)، الإسبانية مؤلفة أدب الأطفال، كتب باسم مستعار، هو إيلينا فورتون.

## سيرة ذاتية

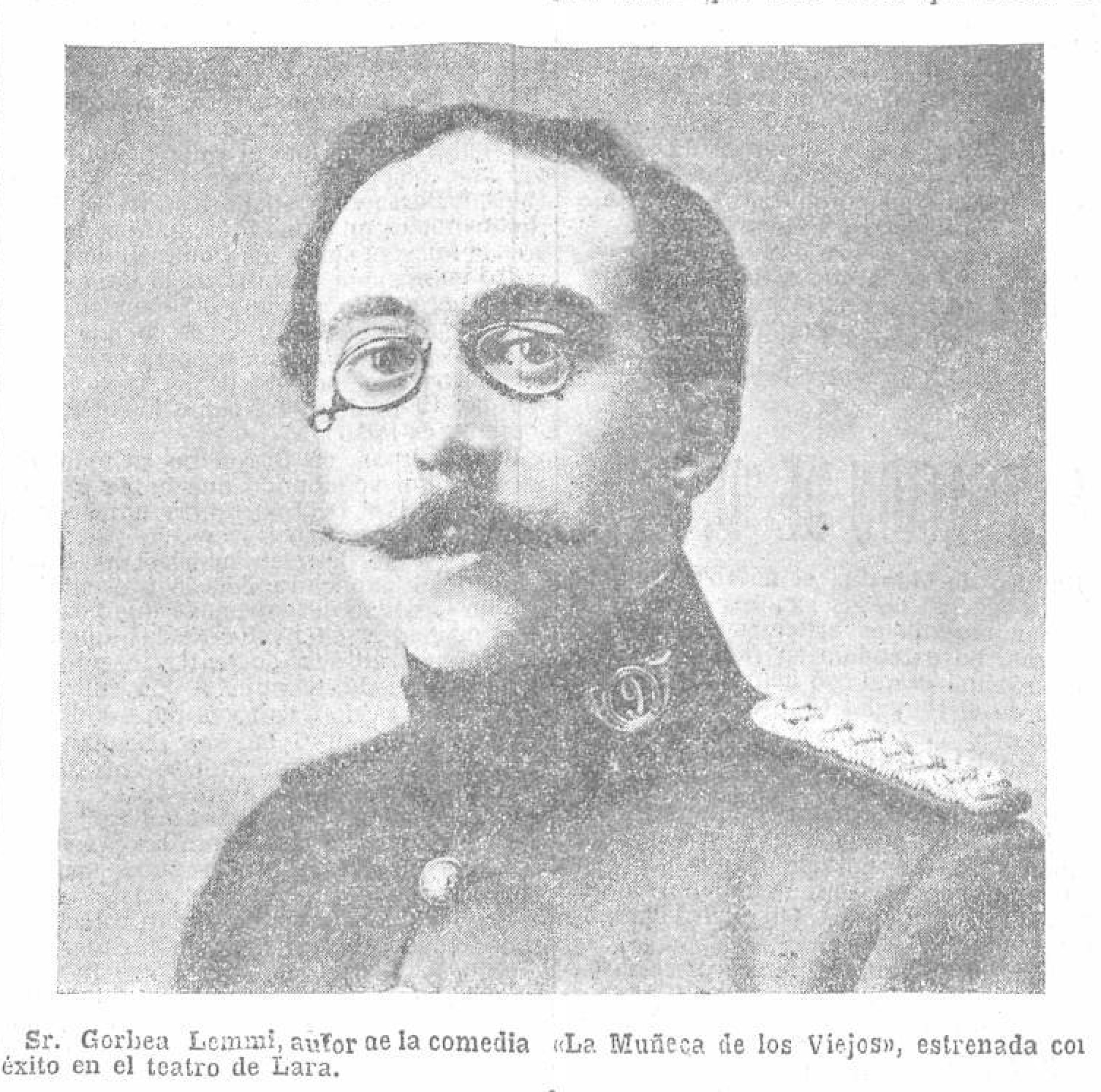
أوزيبيو جوربيا ليمي

كانت ابنة ليوكاديو أراغونيسيس، وهو جندي في الحرس الملكي الإسباني من سيغوفيا وكانت والدتها باسكية. ولدت في مدريد وقضت فصول الصيف مع جدها، إيسيدرو، في أباديس، وهي قرية صغيرة تقع غرب سيغوفيا.
درست الفلسفة في مدريد. في عام 1908 تزوجت من ابن عمها، أوزيبيو دي جوربيا إي ليمي، وهو رجل عسكري ومفكر وكاتب. كان لديهما ولدان، توفي أصغرهم، بولين، في عام 1920 عن عمر يناهز 10 سنوات وغرقت في اكتئاب عميق، وحاولت في بعض الأحيان الاتصال به من خلال لوحة ويجا. تزوج ابنها الأصغر، الذي فقد إحدى عينيه في حادث صيد، بآنا ماريا لينك، وهي طالبة سويسرية شابة كانت تدرس في Residencia de Señoritas في مدريد. عاشت إنكارنا بشكل رئيسي في مدريد ولكنها قضت أيضًا بعض الوقت في تينيريفي في جزر الكناري وسان روكي وسرقسطة وبرشلونة وفالنسيا وفرنسا والأرجنتين.
كان زوجها، جوربيا، الكاتب المسرحي، عضوًا في جيل 1914 وقد عرّف إنكارناسيون على دائرته من الكتاب والفنانين. بحلول أواخر عشرينيات القرن العشرين، قررت الكتابة وبدأت الكتابة للأطفال في عام 1928 لمجلة بلانكو إي نيغرو تحت الاسم المستعار إيلينا فورتون، وهو اسم إحدى شخصيات زوجها. أصبحت قصصها شائعة جدًا لدرجة أن دار نشر أغيلار أصبحت مهتمة وبدأت في طباعتها في عام 1935. تدور أحداث هذه القصص في مدريد، وقد حُكيت من منظور سيليا جالفيز دي مونتالبان البالغة من العمر سبع سنوات، وهي فتاة صغيرة تتساءل عن البالغين والعالم من حولها بطرق ساذجة وبريئة في نفس الوقت. لقد أحبت بشكل خاص النظام التعليمي الذي سعى إلى تثبيط خيال الفتيات الصغيرات. عرفت إنكارنا كيف تثير قلوب وعقول وأحلام الأطفال وأصبحت هذه القصص مفضلة لدى الفتيات الإسبانيات خلال الثلاثينيات وحتى الستينيات.

## الحرب الأهلية الإسبانية
على الرغم من كونها عضوًا في نادي الليسيوم النسائي، لم تشارك إنكارنا أراغونيس في أي نشاط سياسي، إلا أنها كانت تؤمن بأن الجمهورية الإسبانية الثانية ستقضي على الأمية وتحقق المساواة في حياة النساء. مع بداية الحرب الأهلية الإسبانية، أقامت في مدريد مع زوجها المخلص للجمهورية.
في روايتها "سيليا في الثورة" (1987)، التي تُقدم تصويرًا دقيقًا لإسبانيا الجمهورية خلال حصار مدريد، تتساءل الكاتبة عمن على حق، وتعبر عن أفكارها ومعاناتها من الحرب من خلال شخصية "سيليا" التي تشعر بالفزع من المواقف المتصلبة لكلا الجانبين. في عام 1938، أصبحت عضوًا في لجنة مسرح الأطفال، وفي يوليو، عُرضت مسرحيتها "موينتوس" (الحلي).

## المنفى
في وقت لاحق من ذلك العام، سافرت هي وزوجها إلى باريس، ثم إلى الأرجنتين بمساعدة عائلة زوجة ابنها. في بوينس آيرس، التقت بالكاتب خورخي لويس بورخيس في المكتبة الوطنية العامة حيث كانا يعملان. وعلى عكس غيرهم من الكُتّاب الذين غادروا إسبانيا بسبب الحرب، استمر نشر كتبها عن سيليا على الرغم من أن سيليا، مثل إنكارنا وزوجها، كانت جمهورية لا تنتمي لأي حزب محدد.
في عام ١٩٤٨، عادت إلى إسبانيا للتفاوض على إمكانية إصدار عفو عن زوجها. لم تُضطهد لعدم انتمائها إلى حزب سياسي، بل كانت جريمتها الوحيدة أنها امرأة تعتقد أن الجمهورية ستعزز تعليم المرأة ودورها في المجتمع. زارت صديقاتها القدامى من نادي ليسيوم النسائي "المُنحل" الذي كان يواصل أنشطته بشكل غير رسمي وسرّيّ. بعد بضعة أشهر، انتحر زوجها، الذي كان لا يزال في بوينس آيرس. وحزنًا عليه، سافرت إلى أمريكا لتعيش مع ابنها المنفي. عادت لاحقًا إلى مدريد وتوفيت في 8 مايو 1952 عن عمر ناهز 65 عامًا.
في عام 1957، بعد سنوات قليلة من وفاتها، رعت ماريا مارتوس دي بايزا والكاتبة المسرحية ماتيلد راس حملة لجمع التبرعات لإقامة نصب تذكاري لها في حديقة أويستي بمدريد. صمم النحات المورسي خوسيه بلانيس النقش البارز الذي يُظهر إيلينا فورتون بين طفلين. في قرطبة، توجد حدائق إيلينا فورتون الجميلة التي سُميت تكريمًا لها؛ بالإضافة إلى شوارع كالي إيلينا فورتون في مدريد، ولاس روزاس دي مدريد، وفلاديتوريس دي جاراما، وفي مالقة، كالي إيلينا فورتون.
في عام 1993 ثيليا وحكاياتها وثيليا في المدرسة أصبحا سلسلة من ست حلقات للتلفزيون الإسباني وإخراج خوسيه لويس بوراو.
في نوفمبر 2019، حولت ألبا كوينتاس كتابها Celia en la revolución إلى مسرحية من إخراج ماريا فولغيرا. تم عرضه لأول مرة في مسرح رامون ماريا ديل بايي إنكلان -التابع لمركز الدراما الوطني الإسباني.

## أعمالها
- سلسلة قصص سيليا
- سيليا تقول له 1928, هي مجموعة قصص قصيرة نشرت في مجلة (ابيض واسود)
- سيليا في الكلية 1932 , هي مجموعة قصص قصيرة نشرت في مجلة (ابيض واسود)
- سيليا الراوية 1934 , هي مجموعة قصص قصيرة نشرت في مجلة (ابيض واسود)
- سيليا في العالم " 1934 , هي مجموعة قصص قصيرة نشرت في مجلة (ابيض واسود)
- سيليا واصدقائها 1935
- سوشيفريتين، شقيق سيليا 1935 , شقيق سيليا
- سوشيفريتين واولاد عمه 1935, شقيق سيليا
- سوشيفريتين في بيت جده 1936, شقيق سيليا
- سوشيفرتين وباكيتو 1936, شقيق سيليا
- خبث ماتونكيكي 1936 , بنت عم سيليا
- ماتونكيكي واخواتها 1936 , بنت عم سيليا
- سيليا الام 1939
- سيليا مدرسة في أمريكا 1944
- كشكول سيليا 1947
- اخت سيليا ميلا وبيولان 1949
- ميلا وبيولان والحمار 1949
- سيليا تتزوج 1950
- باتيتا وميلا تلميذتان 1951
- القصص التي تحكيها سيليا للبنات 1951

هي مجموعة كتابات مجمعة ومنشورة بعض المجلات مثل جريدة (ناس دقيقة ووقائع)
- القصص التي تحكيها سيليا للاطفال 1952

هي مجموعة كتابات مجمعة ومنشورة في بعض المجلات مثل جريدة (ناس دقيقية ووقائع)
- سيليا في الثورة 1987 نشرت بعد 35 عام من وفاتها

## أعمال أخرى
أغاني للأطفال 1934 هي مجموعة كتابات مجمعة
البازار من كل شيء 1935 كتاب من الأعمال اليدوية حيث يعلمنا كيف نصنع بيوت للدمية والزهور ولعب الأطفال والأزياء والدمى
مسرح الأطفال 1942 عملان
فن رواية القصص للاطفال 1947
المجوس كوريفيتوش وقصص أخرى لسيليا
حسنا يا سيدي.....كيف يجب ان تعد قصة

## الأعمال التلفزيونية
- مسلسل سيليا كان مسلسل للاطفال الأسبانية يعرض في التلفزيون الأسباني كان مأخوذ من كتب الكاتبة الينا فورتون

(سيليا تقول له) 1929 , (سيليا في الكلية) 1932 , كان يحكي مغامرات متمردة، سيليا، طفلة من الطبقة البرجوازية العالية من مدريد وهي في السن السابع من العمر.

## وصلات خارجية
- Celia. Serie de Televisión Española (Fragmento del 2° capítulo: Doña Benita) على يوتيوب